# Цератиола
Цератиола (лат. Ceratiola) — монотипный род кустарников семейства Вересковые. Единственный вид рода — Цератиола эрикоидная (Ceratiola ericoide).
Это невысокий вечнозёленый кустарник до 2,4 м высотой.
Листья супротивные, хвоеподобные, ярко-зелёные, 1,5 см длиной, с запахом розмарина.
Цветки красноватые или жёлтые, мужские и женские.
Плоды мелкие красные или жёлто-зелёные, расположены на женских растениях.
Встречается на прибрежных неплодородных, песчаных участках на юго-востоке США, в штатах Алабама, Флорида, Джорджия, Миссисипи и Южная Каролина. Растёт рядом с песчаной сосной или в дубравах.

## Классификация

### Таксономическое положение
Ранее три рода — Водяника (Empetrum), Корема (Corema) и Цератиола — выделялись в отдельное семейство Водяниковые (Empetraceae), но по результатам генетических исследований, проводимых APG, этот таксон был понижен в ранге до трибы Водяниковые (Empetreae) в составе подсемейства Эриковые (Ericoideae) семейства Вересковые.
Таксономическая схема:
| отдел Цветковые, или Покрытосеменные (классификация согласно Системе APG II) |                           |                          |                          |                        |                        |                        |                        |                        | |                        |                        |                        | |                        |                        |                        | |                        |                        |  | |  |
|                                                                              | порядок Верескоцветные    | порядок Верескоцветные   | порядок Верескоцветные   | порядок Верескоцветные | порядок Верескоцветные | порядок Верескоцветные | порядок Верескоцветные | порядок Верескоцветные | порядок Верескоцветные                                                                             | порядок Верескоцветные | порядок Верескоцветные | порядок Верескоцветные | порядок Верескоцветные | порядок Верескоцветные | порядок Верескоцветные | порядок Верескоцветные | порядок Верескоцветные                                                                               | порядок Верескоцветные | порядок Верескоцветные |  | ещё 44 порядка цветковых растений, из которых к верескоцветным наиболее близки Гераниецветные, Кроссосомоцветные, Миртоцветные и Кизилоцветные |  |
|                                                                              | семейство Вересковые      | семейство Вересковые     | семейство Вересковые     | семейство Вересковые   | семейство Вересковые   | семейство Вересковые   | семейство Вересковые   | семейство Вересковые   | семейство Вересковые                                                                               | семейство Вересковые   | семейство Вересковые   | семейство Вересковые   | семейство Вересковые | семейство Вересковые   | семейство Вересковые   |                        | ещё 25 семейств, в том числе Актинидиевые, Бальзаминовые, Первоцветные, Сапотовые, Чайные и Эбеновые |                        |                        |  | ещё 44 порядка цветковых растений, из которых к верескоцветным наиболее близки Гераниецветные, Кроссосомоцветные, Миртоцветные и Кизилоцветные |  |
|                                                                              | подсемейство Эриковые     | подсемейство Эриковые    | подсемейство Эриковые    | подсемейство Эриковые  | подсемейство Эриковые  | подсемейство Эриковые  | подсемейство Эриковые  | подсемейство Эриковые  | подсемейство Эриковые                                                                              | подсемейство Эриковые  | подсемейство Эриковые  |                        | ещё семь подсемейств, в том числе Вакциниевые (Вакциниум, Гаультерия, Зеновия, Пиерис, Подбел, Хамедафне и др.), Кассиопеевые (Кассиопея), Подъельниковые (Зимолюбка, Одноцветка, Ортилия), Стифелиевые (Змеелистник, Прионотес и др.) |                        |                        |                        | ещё 25 семейств, в том числе Актинидиевые, Бальзаминовые, Первоцветные, Сапотовые, Чайные и Эбеновые |                        |                        |  | ещё 44 порядка цветковых растений, из которых к верескоцветным наиболее близки Гераниецветные, Кроссосомоцветные, Миртоцветные и Кизилоцветные |  |
|                                                                              | триба Водяниковые         | триба Водяниковые        | триба Водяниковые        | триба Водяниковые      | триба Водяниковые      | триба Водяниковые      | триба Водяниковые      |                        | ещё четыре трибы, в том числе Эриковые (Вереск, Эрика и др.) и Рододендроновые (Рододендрон и др.) |                        |                        |                        | ещё семь подсемейств, в том числе Вакциниевые (Вакциниум, Гаультерия, Зеновия, Пиерис, Подбел, Хамедафне и др.), Кассиопеевые (Кассиопея), Подъельниковые (Зимолюбка, Одноцветка, Ортилия), Стифелиевые (Змеелистник, Прионотес и др.) |                        |                        |                        | ещё 25 семейств, в том числе Актинидиевые, Бальзаминовые, Первоцветные, Сапотовые, Чайные и Эбеновые |                        |                        |  | ещё 44 порядка цветковых растений, из которых к верескоцветным наиболее близки Гераниецветные, Кроссосомоцветные, Миртоцветные и Кизилоцветные |  |
|                                                                              | монотипный род Цератиола  | монотипный род Цератиола | монотипный род Цератиола |                        | роды Корема и Водяника |                        |                        |                        | ещё четыре трибы, в том числе Эриковые (Вереск, Эрика и др.) и Рододендроновые (Рододендрон и др.) |                        |                        |                        | ещё семь подсемейств, в том числе Вакциниевые (Вакциниум, Гаультерия, Зеновия, Пиерис, Подбел, Хамедафне и др.), Кассиопеевые (Кассиопея), Подъельниковые (Зимолюбка, Одноцветка, Ортилия), Стифелиевые (Змеелистник, Прионотес и др.) |                        |                        |                        | ещё 25 семейств, в том числе Актинидиевые, Бальзаминовые, Первоцветные, Сапотовые, Чайные и Эбеновые |                        |                        |  | ещё 44 порядка цветковых растений, из которых к верескоцветным наиболее близки Гераниецветные, Кроссосомоцветные, Миртоцветные и Кизилоцветные |  |
|                                                                              | вид: Цератиола эрикоидная |                          |                          |                        | роды Корема и Водяника |                        |                        |                        | ещё четыре трибы, в том числе Эриковые (Вереск, Эрика и др.) и Рододендроновые (Рододендрон и др.) |                        |                        |                        | ещё семь подсемейств, в том числе Вакциниевые (Вакциниум, Гаультерия, Зеновия, Пиерис, Подбел, Хамедафне и др.), Кассиопеевые (Кассиопея), Подъельниковые (Зимолюбка, Одноцветка, Ортилия), Стифелиевые (Змеелистник, Прионотес и др.) |                        |                        |                        | ещё 25 семейств, в том числе Актинидиевые, Бальзаминовые, Первоцветные, Сапотовые, Чайные и Эбеновые |                        |                        |  | ещё 44 порядка цветковых растений, из которых к верескоцветным наиболее близки Гераниецветные, Кроссосомоцветные, Миртоцветные и Кизилоцветные |  |
|                                                                              |                           |                          |                          |                        | роды Корема и Водяника |                        |                        |                        | ещё четыре трибы, в том числе Эриковые (Вереск, Эрика и др.) и Рододендроновые (Рододендрон и др.) |                        |                        |                        | ещё семь подсемейств, в том числе Вакциниевые (Вакциниум, Гаультерия, Зеновия, Пиерис, Подбел, Хамедафне и др.), Кассиопеевые (Кассиопея), Подъельниковые (Зимолюбка, Одноцветка, Ортилия), Стифелиевые (Змеелистник, Прионотес и др.) |                        |                        |                        | ещё 25 семейств, в том числе Актинидиевые, Бальзаминовые, Первоцветные, Сапотовые, Чайные и Эбеновые |                        |                        |  | ещё 44 порядка цветковых растений, из которых к верескоцветным наиболее близки Гераниецветные, Кроссосомоцветные, Миртоцветные и Кизилоцветные |  |
|                                                                              |                           |                          |                          |                        |                        |                        |                        |                        | ещё четыре трибы, в том числе Эриковые (Вереск, Эрика и др.) и Рододендроновые (Рододендрон и др.) |                        |                        |                        | ещё семь подсемейств, в том числе Вакциниевые (Вакциниум, Гаультерия, Зеновия, Пиерис, Подбел, Хамедафне и др.), Кассиопеевые (Кассиопея), Подъельниковые (Зимолюбка, Одноцветка, Ортилия), Стифелиевые (Змеелистник, Прионотес и др.) |                        |                        |                        | ещё 25 семейств, в том числе Актинидиевые, Бальзаминовые, Первоцветные, Сапотовые, Чайные и Эбеновые |                        |                        |  | ещё 44 порядка цветковых растений, из которых к верескоцветным наиболее близки Гераниецветные, Кроссосомоцветные, Миртоцветные и Кизилоцветные |  |
|                                                                              |                           |                          |                          |                        |                        |                        |                        |                        | |                        |                        |                        | ещё семь подсемейств, в том числе Вакциниевые (Вакциниум, Гаультерия, Зеновия, Пиерис, Подбел, Хамедафне и др.), Кассиопеевые (Кассиопея), Подъельниковые (Зимолюбка, Одноцветка, Ортилия), Стифелиевые (Змеелистник, Прионотес и др.) |                        |                        |                        | ещё 25 семейств, в том числе Актинидиевые, Бальзаминовые, Первоцветные, Сапотовые, Чайные и Эбеновые |                        |                        |  | ещё 44 порядка цветковых растений, из которых к верескоцветным наиболее близки Гераниецветные, Кроссосомоцветные, Миртоцветные и Кизилоцветные |  |
|                                                                              |                           |                          |                          |                        |                        |                        |                        |                        | |                        |                        |                        | |                        |                        |                        | ещё 25 семейств, в том числе Актинидиевые, Бальзаминовые, Первоцветные, Сапотовые, Чайные и Эбеновые |                        |                        |  | ещё 44 порядка цветковых растений, из которых к верескоцветным наиболее близки Гераниецветные, Кроссосомоцветные, Миртоцветные и Кизилоцветные |  |
|                                                                              |                           |                          |                          |                        |                        |                        |                        |                        | |                        |                        |                        | |                        |                        |                        | |                        |                        |  | ещё 44 порядка цветковых растений, из которых к верескоцветным наиболее близки Гераниецветные, Кроссосомоцветные, Миртоцветные и Кизилоцветные |  |
|                                                                              |                           |                          |                          |                        |                        |                        |                        |                        | |                        |                        |                        | |                        |                        |                        | |                        |                        |  | |  |